# The Fifth Form at St. Dominic's
The Filth Form at St. Dominic's (publiée en 1881) est la plus populaire des school stories écrites par l'auteur britannique Talbot Baines Reed. L'histoire est écrite pour le magazine The Boy's Own Paper  et publiée plus tard au format livre par The Religious Tract Society, avec des illustrations de Gordon Browne. En 1921, l'histoire est adapté au grand écran par le réalisateur A. E. Coleby.